# Diario de un testigo de la guerra de África

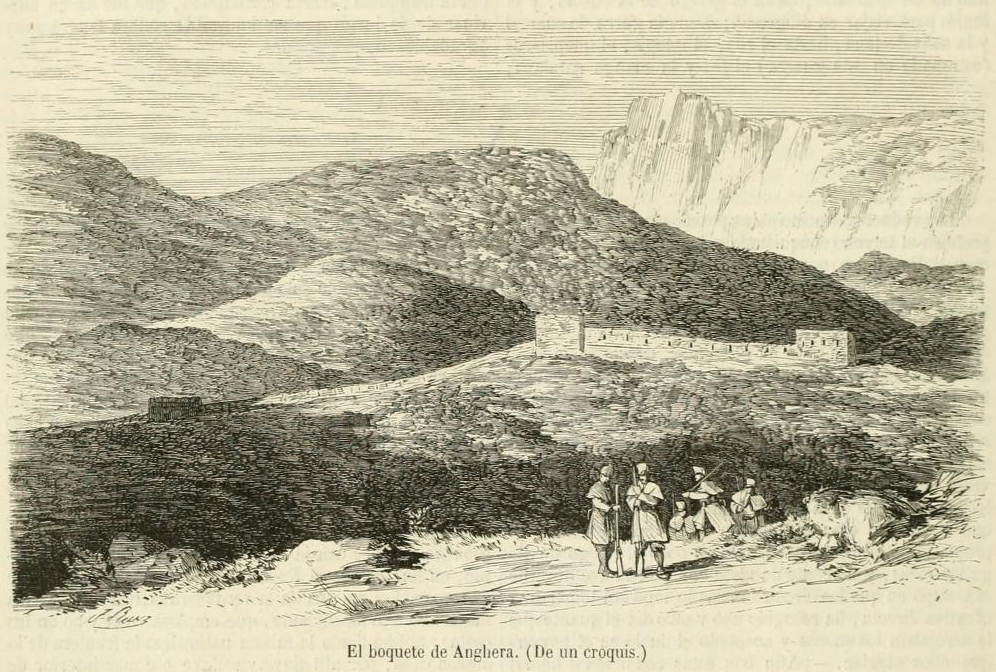
El boquete de Anghera.

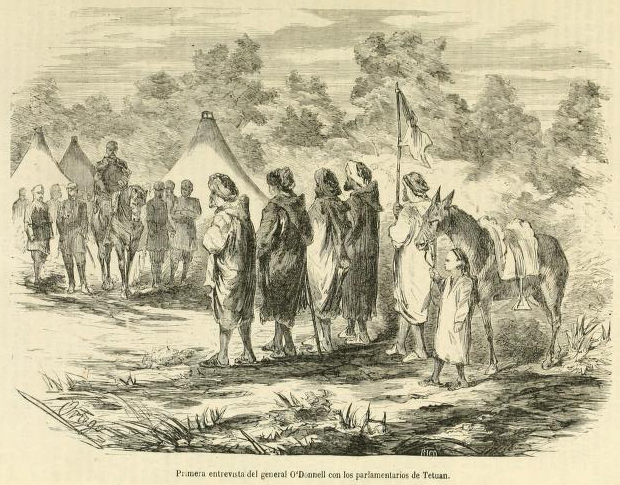
Primera entrevista del general O'Donnell con los parlamentarios de Tetuán.

Diario de un testigo de la guerra de África es un libro de Pedro Antonio de Alarcón publicado en 1859 por la editorial Gaspar y Roig, que recoge unas serie de crónicas de la guerra de África, escritas por el autor mientras sirvió como voluntario en la contienda.

## Descripción
Ha sido considerado junto a Cartas desde Rusia de Juan Valera y Cartas finlandesas de Ángel Ganivet una de las mejores obras de la literatura de viajes española. Originalmente las crónicas de guerra de Alarcón fueron publicadas por entregas por la revista ilustrada El Museo Universal, aunque no se incluyeron dentro de la publicación, sino en forma de suplementos que se adquirían por suscripción. Uno de los colaboradores fue el ilustrador Francisco Ortego Vereda, aunque no se sabe si este hizo los dibujos al natural en Marruecos o bien empleó croquis enviados desde África para realizar sus ilustraciones. Tuvo un gran éxito de ventas e influiría al escritor Benito Pérez Galdós en la creación de la novela Aita Tettauen, perteneciente a su ciclo de los Episodios nacionales.